# Floing (Áustria)
Floing é um município da Áustria, situado no distrito de Weiz, no estado da Estíria. Tem 13,28 km² de área e sua população em 2019 foi estimada em 1.204 habitantes.